# Felix De Roy
Felix Eugenius Maria De Roy (Antwerpen, 25 juli 1883 - Watermaal-Bosvoorde, 15 mei 1942) was een Belgisch journalist en astronoom. Hij was een specialist van de veranderlijke sterren en was gedurende ruim 17 jaar lang voorzitter van deze afdeling van de British Astronomical Association.

## Opleiding en beroep
Hij was de zoon van een tabaksmakelaar. De Roy volgde het middelbaar onderwijs in zijn geboortestad en voltooide het aan het Koninklijk Atheneum van Elsene.
Hij begon zijn carrière als verslaggever bij de Antwerpse katholieke krant La Métropole en vervolgens bij La Neptune (gericht op de haven en de zeevaart). Vanaf 1926 was hij hoofdredacteur bij de liberale krant Le Matin totdat de verschijning van de krant werd stopgezet bij de Duitse inval in België in 1940. Hij was een gewaardeerd journalist en hij werd verkozen tot voorzitter van de afdeling Antwerpen-Limburg van de Algemene Vereniging van Beroepsjournalisten van België.

## Astronomie

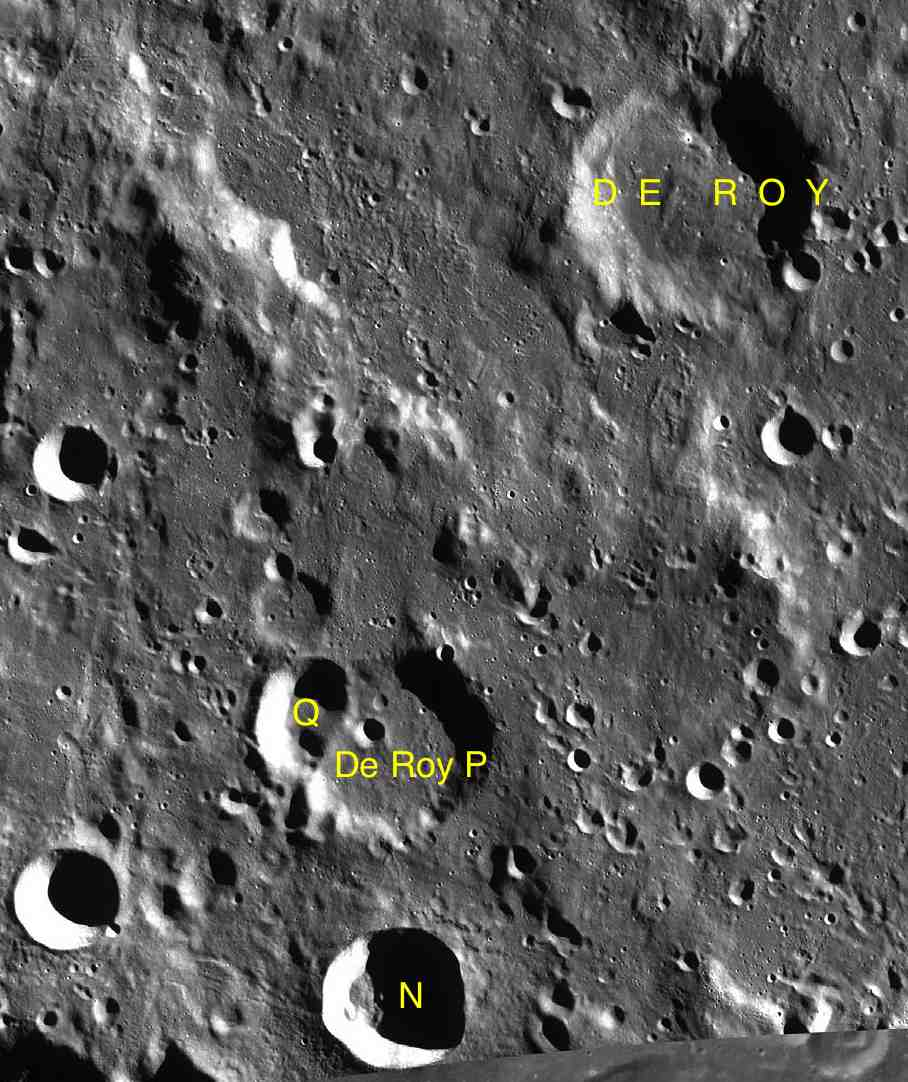
Maankrater De Roy

Tijdens zijn studies toonde De Roy een grote belangstelling voor de sterrenkunde en in 1903 werd hij lid van de Société Belge d’Astronomie. Samen met enkele Antwerpse astronomen stichtte hij in 1905 het Sterrenkundig Genootschap van Antwerpen waarin hij de taak van secretaris op zich nam. In 1908 volgde de oprichting van het maandblad Gazette Astronomique waarvan De Roy de redactie op zich nam. De vereniging had haar eigen kleine sterrenwacht op het dak van een magazijngebouw in de haven van Antwerpen. Uiteindelijk werd hij in 1937 voorzitter van het Antwerpse genootschap.
Waar de meeste amateurastronomen zich in die periode bezig hielden met de waarneming van hemellichamen, begon De Roy met waarnemingen van veranderlijke sterren waarover hij in 1910 een boek publiceerde. Tijdens de Eerste Wereldoorlog week hij uit naar Engeland waar hij zijn waarnemingen kon verderzetten. Hij was al sinds 1906 lid van de British Astronomical Association en kon zelf de Nova Aquilae 1918, een nova in het sterrenbeeld Arend, waarnemen.
In 1919 werd De Roy redactielid van het tijdschrift Ciel et Terre en lid van de Wetenschappelijke Raad van de Belgische astronomische vereniging. Eveneens datzelfde jaar was hij medestichter van het Nationaal Comité voor Sterrenkunde. Van de Koninklijke Sterrenwacht van België kreeg hij de titel corresponderend astronoom zodat hij eveneens van de Ukkelse instrumenten kon gebruikmaken.
Bij het Britse sterrengenootschap werd De Roy in 1922 voorzitter van de afdeling Veranderlijke Sterren en was hij verantwoordelijk voor de redactie van het rapport over de waarnemingen voor de periode 1925-1929. Hij bleef de afdeling leiden vanuit België tot in 1939.
De Roy was eveneens actief op het gebied van de bibliografie van de sterrenkunde. Hij hielp mee om de oude lacune, die bestond tussen de jaren 1880 en 1899, op te vullen. Vanaf 1925 werkte hij eveneens mee aan de Bibliographie rapide de l'Astronomie die door de sterrenwacht van Lyon werd uitgegeven.
De Roy kreeg in 1932 een uitnodiging om onderzoek te verrichten aan de Harvard College Observatory. Vanaf 1922 nam hij deel aan de driejaarlijkse wereldcongressen van de Internationale Astronomische Unie. Tijdens het congres van 1938 was hij voorzitter van de commissie Meteoren en secretaris van de commissie Veranderlijke Sterren. In 1936 kreeg hij een eredoctoraat aan de Universiteit van Utrecht.
In de winter van 1941-1942 kreeg De Roy last van een longontsteking waarvan hij nooit volledig genas. Hij stierf op 58-jarige leeftijd aan de gevolgen ervan. De maankrater De Roy werd naar hem vernoemd.

## Publicaties
- Ephemeriden van veranderlijke sterren van het Algol-typus, 1910
- Memoirs of the British Astronomical Association, vol. XXXI, 1934